# Йорж смугастий
Йорж смуга́стий (Gymnocephalus schraetser) — вид риб родини окуневих (Percidae). Загальні риси біології та життєвого циклу збігаються з такими йоржа звичайного. Раритетний вид, занесений до Червоної книги України та ряду інших природоохоронних документів.

## Опис
Бентична риба довжиною 15—18 см (до 30 см), масою до 250 г. Діагностичною ознакою є наявність 3—4 поздовжних темних смуг на боках.

## Поширення

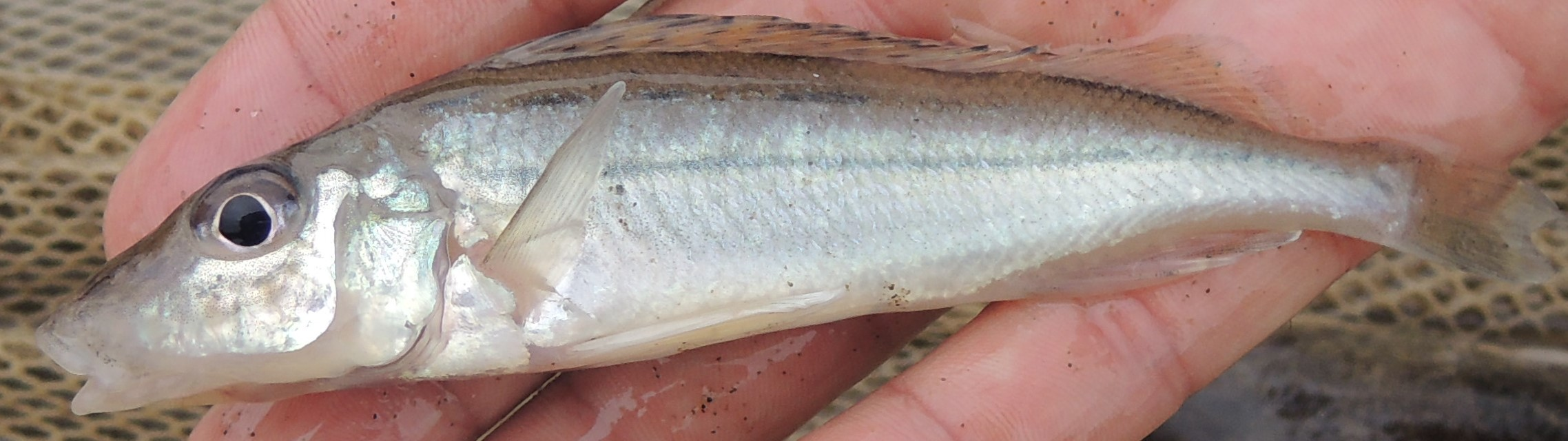
Йорж смугастий з р. Тиса

Ареал виду охоплює басейн Дунаю від Баварії до гирла, а також ізольований від Дунаю басейн річки Камча в Болгарії; окрім того, зустрічається в Чорному морі в розпрісненій частині перед дельтою Дунаю. 
На території України йорж смугастий зустрічається в гирлі Дунаю (знайдений в районі м. Ізмаїл та в Дунайському біосферному заповіднику), а також на території Закарпатської області в нижній частині приток р. Тиса.

## Особливості біології
Подекуди йорж смугастий досі є досить звичайним видом, але на більшості території ареалу став рідкісним. Місця перебування — ділянки річок з чистою водою, піщаним дном з домішкою гальки та щебеню. Вдень зазвичай тримається на глибині, в затінених місцях, вночі переміщується на мілководні перекати. Оптимальний діапазон рН — 7.0—7.5; найактивніший при температурі води 4—18°С.
Основні об'єкти живлення — дрібні ракоподібні, личинки комах, донні черви, ікра та молодь інших риб.
Нерест відбувається в квітні-травні (біля гирла Дунаю — раніше, у верхів'ях басейну — пізніше); плодючість самок завдовжки 10—12 см — від 65 тис. до близько 100 тис. ікринок. Ікру відкладає на піщано-кам'янисте дно окремими (до трьох) порціями.
У перші два роки життя ріст інтенсивний, пізніше він уповільнюється.

## Охорона
На більшій частині ареалу стан природних популяцій виду залишається більш-менш стабільним. Саме тому він, згідно Червоного списку МСОП, отримав охоронний статус «відносно благополучний вид». Але в окремих регіонах спостерігається тенденція до зниження чисельності популяції виду і він потребує охорони.Так, в Європі йорж смугастий занесений до Додатку 3 Бернської конвенції (охоронна категорія: вид підлягає охороні), а також до Резолюції 6 цієї ж конвенції; в Україні занесений до Червоної книги України (охоронна категорія: вразливий) .